# Le Dernier Baiser de Mozart
Le Dernier Baiser de Mozart est une pièce de théâtre d’Alain Teulié, mise en scène par Raphaëlle Cambray, présentée pour la première fois au Festival d'Avignon, au Théâtre Actuel le 1er juillet 2016.

## Argument
Vienne, en décembre 1791. Après la mort de Wolfgang Amadeus Mozart, Constance Mozart, sa veuve, reçoit la visite du jeune Franz Xaver Süssmayr.
Ce dernier était un des élèves de son mari.  En juillet 1791, soit 6 mois avant son décès, Mozart avait reçu la commande d'un Requiem, passée par le comte Franz de Walsegg. Pour cela il avait perçu une avance. Ce Requiem n'était pas achevé, Constance doit donc rendre l'argent. Elle va décider de faire composer la fin de la messe par Franz Xaver Süssmayr, qui s'acquittera de la tâche, et imitera la signature du grand compositeur.
La pièce, qui se déroule en une seule soirée, montre Constance et Franz-Xaver, bouleversés par la disparition de Wolfgang, mais aussi investis par cette mission : terminer l'œuvre ultime du Maître. 
Sa création parisienne a eu lieu au Théâtre Montparnasse dans la salle du Petit Montparnasse, le 5 septembre 2016. La distribution était composée de Delphine Depardieu (Constance Mozart), Guillaume Marquet (Franz Xaver Süssmayr).
Cette pièce d'Alain Teulié a été publiée aux éditions Michel de Maule.

## Distinctions
Pour son rôle de Constance Mozart, Delphine Depardieu a été nommée aux Molières 2017 dans la catégorie Molière de la révélation féminine.

## Libertés avec la réalité historique
Cette pièce, un peu comme le film Amadeus, utilise des personnages historiques réels mais est totalement romancée. Tout d'abord ce n'est pas Sussmayr à qui Constanze confie le manuscrit du requiem mais à Eybler, un compositeur très ami de Mozart. Dans sa lettre du 31 mai 1827 Constanze écrit : " "si j'ai dû confier la partition du Requiem à Eybler pour qu'il l'achevât, c'est que j'étais alors fâchée avec Süssmayr, et que Mozart lui-même estimait beaucoup Eybler". Le 21 décembre 1791 elle confie donc le requiem à Eybler, elle lui fait signer un billet conservé à la Wiener Neustadt qui est ainsi formulé : "Le soussigné reconnaît que Mme veuve Konstanzia Mozart lui a confié la messe des morts de son défunt époux ; qu'il se propose de l'achever d'ici le milieu du prochain carême, et qu'il promet en même temps de ne la laisser ni copier ni passer entre d'autres mains que celles de Mme veuve. Vienne, le 21 décembre 1791. [signé] Joseph Eybler mpria" Ce n'est que par la suite, courant 1792, que la partition de Mozart avec le travail excellent de Eybler retourna entre les mains de Süssmayr qui recopia complètement certains passages.
La supposée relation entre Constanze et Sussmayr n'a jamais été prouvée, même si ce dernier accompagnait souvent Constanze quand celle-ci allait prendre les eaux en cette année 1791. Mozart n'aimait pas Sussmayr et Constanze le savait puisque Mozart le lui écrivait dans ses lettres notamment dans celle du 8 octobre 1791 : « … je dois avouer que je me rends compte maintenant que j'ai eu tort et qu'il est vrai que Süssmayr est un âne ; non pas Strodla [Stadler], s'entend, qui lui n'est qu'un petit âne, mais ce Süssmayr. Oui, lui c'est un vrai âne. »